# Lang leve de tv (expo)
Lang leve de tv was een expo over 60 jaar televisie. De expo vond plaatsvinden van 1 november 2013 tot 27 april 2014 in de Sint-Pietersabdij in Gent. In totaal stonden er zo'n 30 decors van VRT- en Studio 100-programma's opgesteld.

## Decoroverzicht

### Quiz
- De IQ-Kwis
- Twee tot de zesde macht
- Hoger, lager

### Show
- Morgen Maandag
- Een Laatste Groet
- Mag ik u kussen?
- Villa Vanthilt
- Gaston en Leo (Joske Vermeulen)
- Nationale Loterij-ton

### Nieuws, sport, duiding
- Vive le vélo
- Het Journaal
- Het Weer

### Kids
- De Omgekeerde Show
- Kaatje
- Samson en Gert
- De Boomhut

### Fictie
- Kulderzipken
- FC De Kampioenen
- Galaxy Park
- Mega Mindy
- Thuis
- De Collega's

### Lifestyle
- Dagelijkse kost
- Man Bijt Hond
- 1000 zonnen

### Overige
- Samson en Gert-sidecar
- 'Bolleke' van Markske (FC De Kampioenen)